# Mesure pour mesure
 (mars 2018).
Si vous disposez d'ouvrages ou d'articles de référence ou si vous connaissez des sites web de qualité traitant du thème abordé ici, merci de compléter l'article en donnant les références utiles à sa vérifiabilité et en les liant à la section « Notes et références ».
Mesure pour mesure, ou en anglais Measure for Measure, est une pièce de William Shakespeare, à l'origine classée dans le premier in-folio comme comédie. 
C'est une des pièces « très connues » du dramaturge passant pour inclassables. Parue pour la première fois dans le premier in-folio de 1623, la pièce est probablement composée au début du XVIIe siècle, puisque la première mention écrite d'une représentation date de 1604. La pièce aborde la question de la grâce, de la justice, de la vérité et comment elles s'articulent sur l'orgueil ou l’humilité, la rédemption et la chute : « Il en est que le péché élève et d'autres que la vertu fait chuter. »

## Personnages

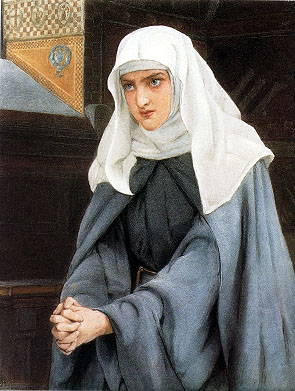
Isabella en proie à son dilemme, Francis William Topham (1808-1877).

- La novice Isabella, jeune femme vertueuse et chaste, fait face à un dilemme quand son frère est condamné à mort pour fornication. Isabella n'approuve pas son frère, mais plaide pour sa vie par loyauté et affection fraternelles. Elle est contrainte de prendre des décisions qui enfreignent la moralité qu'elle professe ; mais lorsqu'il faut choisir entre sa vertu (et donc son salut) et la vie de son frère, elle hésite :  « Plus forte que notre frère est notre chasteté ».

- Le Duc, autre personnage central, laisse sa place à Angelo et sous l’habit du Frère Ludovic observe ce qui se passe en son absence. Il est apparemment vertueux, bon et juste. Il a tendance à régner par la douceur et c'est pourquoi il a requis l'aide d'Angelo. Dans le premier in-folio de 1623, le Duc figure dans la liste des personnages (Dramatis Personæ) sous le nom de « Vincentio », qui n'apparaît nulle part ailleurs dans la pièce.

- Claudio est le frère d'Isabella, un jeune homme condamné à mort pour avoir eu une liaison hors mariage, alors qu'il n'était que fiancé avec la jeune femme selon un accord de droit coutumier.

- Angelo est le « méchant » de la pièce : il règne strictement et sans pitié. Il a ses faiblesses propres, cependant il est détestable plus pour son hypocrisie que pour autre chose. Il met Isabella face à un marché infâme, coucher avec lui ou laisser condamner son frère, mais il manque à sa parole.

- Escalus est un seigneur d'âge mûr qui conseille à Angelo d'être plus charitable. Il est loyal envers le Duc et cherche à exécuter ses ordres avec justice, mais ne peut pas aller contre la volonté d'Angelo. Comme son nom le suggère (« la Balance »), il prend toujours une décision équilibrée, ce qui en fait l'un des personnages les plus sages de la pièce.

- Lucio, décrit par Shakespeare comme « un fantastique », est un célibataire flamboyant qui fournit une partie de la comédie de la pièce. Ami de Claudio, il essaye de l'aider, mais c'est un coureur de jupons qui préférerait mourir plutôt que d'épouser « la putain » qui porterait son enfant.

- Mariana était fiancée à Angelo, mais il a annulé le mariage quand elle a perdu sa dot dans un naufrage qui a tué son frère.

- Maîtresse Exagérée tient un bordel à Vienne.

- Pompey est le clown qui travaille pour Maîtresse Exagérée.

- Le Prévôt dirige la prison ; il est responsable de l'exécution des ordres d'Angelo.

- Le Coude est un agent de police benêt qui arrête les gens pour inconduite, surtout sexuelle. Il fournit un certain moment de détente par son utilisation fréquente d'impropriétés de langage dans son discours.

- Barnardine est un prisonnier condamné à être exécuté. Le Duc le considère comme un cas désespéré que l'on peut exécuter, mais change d'avis plus tard.

## Argument
Vincentio, duc de Vienne, fait savoir qu'il a l'intention de quitter la ville pour une mission diplomatique. Il laisse le gouvernement aux mains d'un juge strict, Angelo. Sous le gouvernement de Vincentio, les lois dures contre la fornication sont appliquées sans rigueur, mais on sait qu'Angelo est intransigeant en matière d'immoralité sexuelle.
Claudio, un jeune noble, est fiancé avec Juliette ; ayant retardé le mariage, il la rend enceinte. Pour cet acte de fornication, il est puni par Angelo. Bien qu'il accepte le mariage, il est condamné à mort. Son ami Lucio rend visite à Isabella, la sœur de Claudio qui veut entrer au couvent et lui demande d'intercéder auprès d’Angelo pour sauver Claudio.
Isabella obtient une audience avec Angelo et plaide la grâce. Durant les deux scènes entre Angelo et Isabella, il devient clair qu'il éprouve pour elle du désir et il lui offre finalement ce marché : il  épargnera la vie de Claudio si Isabella couche avec lui. Isabella refuse, mais elle se rend aussi compte qu’en raison de la réputation de vertu d’Angelo, on ne la croira jamais si elle révèle ce marché. Au lieu de cela, elle va voir son frère en prison et lui conseille de se préparer à mourir. Claudio implore Isabella de sauver sa vie, mais Isabella refuse.
Or le duc n'a pas quitté la ville. Il observe ce qui s'y passe déguisé en frère Ludovic, un moine mendiant ; il se lie d'amitié avec Isabella et élabore deux subterfuges pour contrecarrer les projets d’Angelo :
1. Angelo a précédemment refusé de célébrer ses fiançailles avec Mariana qui a perdu sa dot. Isabella fait parvenir un mot à Angelo lui faisant savoir qu'elle a décidé d'accepter, mais exige que la rencontre se fasse dans l'obscurité. Mariana consent à prendre la place d'Isabella et passe la nuit avec Angelo qui ne la reconnaît pas (selon certaines interprétations de la loi, cette consommation constituerait un engagement au mariage.)
2. Contrairement à ce qui était prévu, Angelo ne respecte pas sa promesse et au lieu de surseoir à l'exécution, réclame la tête de Claudio. Le duc pense à faire exécuter Barnardine, mais celui-ci, ivre, réclame un sursis pour ne pas mourir en état de péché. Par chance, un pirate nommé Ragozine qui ressemble à Claudio meurt sans préavis et sa tête peut être envoyée à Angelo.

Cette intrigue se termine avec le prétendu retour du duc à Vienne. Isabella et Mariana lui adressent publiquement une pétition et il entend leurs revendications contre Angelo, que celui-ci réfute hypocritement. Le dialogue laisse entendre que le frère Ludovic sera tenu pour responsable des « fausses » accusations contre Angelo. Le duc laisse Angelo juger la cause contre le frère, et revient déguisé pour témoigner. Finalement, il laisse tomber le masque, exposant les mensonges d’Angelo et réhabilitant Isabella et Mariana. Il propose que le coupable soit exécuté, que ses biens aillent à Mariana pour remplacer sa dot et qu'elle trouve un meilleur parti. Sur les instances de Mariana, le duc accepte d'être plus clément, mais du moins force-t-il Angelo à épouser Mariana. Le duc propose alors le mariage à Isabella qui ne dit ni oui ni non (sa réaction est interprétée différemment dans les différentes productions).
Dans l’intrigue secondaire, Lucio, qui calomnie fréquemment le duc devant le frère Ludovic, calomnie ce dernier devant le duc, à sa grande confusion lorsqu'il découvre que le duc et le frère sont la même personne. Sa punition, comme celle d'Angelo, est d'être forcé au mariage dont il ne voulait pas : dans son cas avec la prostituée Kate Keepdown.

## Représentations
La première représentation répertoriée a lieu le 26 décembre 1604, pour la Saint-Étienne, à la cour du roi Jacques Ier d'Angleterre. Le texte que nous connaissons de cette comédie à problèmes (publié en 1623) a probablement subi une légère révision par Thomas Middleton en 1621. Cependant, cette pièce ne semble pas avoir été interprétée à l'époque, nous n'avons aucune trace de représentation jusqu'à la restauration anglaise, où une nouvelle adaptation voit le jour, par William D'Avenant (filleul de Shakespeare), sous le titre The Law Against Lovers (La Loi contre les amoureux) et qui est un mélange de Mesure pour mesure et de Beaucoup de bruit pour rien. Puis en 1783, un spectacle se basant sur le premier texte imprimé, un autre à Covent Garden en 1816, enfin une version coupée et censurée en 1893 au Royalty Theatre. William Archer, un critique de l'époque victorienne, affirme qu'il n'y a « aucune pièce de Shakespeare dans laquelle tant de dialogue est absolument impossible à dire devant un public moderne ».
Le XXe siècle a cependant réhabilité la pièce qui est jouée régulièrement. Sont restées célèbres notamment l'interprétation de Charles Laughton en 1933, ou la mise en scène de Peter Brook à Stratford-upon-Avon en 1950 avec John Gielgud ou encore celle d'Adel Hakim à Ivry-sur-Seine en 2007, également représentée aux Fêtes nocturnes du château de Grignan.

## Adaptations
La pièce a été adaptée plusieurs fois au cinéma :
- Dente per dente (it), film italien de Marco Elter (1943)
- Zweierlei Maß, film est allemand de Paul Verhoeven (1963)
- Mera spored mera, film bulgare de Guéorgui Dioulguérov (1981)
- Mesure pour mesure in Cantiere, film documentaire; régie par Fabio Sonzogni avec Andrea Zambelli (2005) ;
- Measure for Measure, film britannique de Bob Komar (2006).

Et au théâtre :
- Le Fléau, mesure pour mesure, Domaine national du Palais-Royal, adaptation en théâtre immersif, 2023. [1]
- Mesure pour mesure, la Maison de la Culture de Bobigny, 2008.

Elle fut aussi adaptée - librement - en opéra par le jeune Richard Wagner en 1836 sous le titre La Défense d'aimer. Il s'agissait de son deuxième opéra de jeunesse. Il n'est cependant pas souvent représenté, car il est assez éloigné du style du futur Wagner.